# Petru I al Serbiei
Petru I (n. 29 iunie/11 iulie 1844, Belgrad, Principatul Serbiei – d. 16 august 1921, Belgrad, Regatul Iugoslaviei) a fost fiul lui Alexandru Karađorđević al Serbiei și al Persidei Nenadović, rege al Serbiei în timpul Primului Război Mondial între 15 iunie 1903 și 1 decembrie 1918. La 1 decembrie 1918, a devenit regele sârbilor, croaților și slovenilor și a deținut acest titlu până la moartea sa trei ani mai târziu. Întrucât a fost rege al Serbiei într-o perioadă de mare succes militar sârb, el a fost amintit de poporul sârb drept Regele Petru Eliberatorul și, de asemenea, ca Vechiul Rege.
Petru a fost al cincilea copil și al treilea fiu al lui Alexandru Karađorđević, Prințul Serbiei, și al soției sale, Persida Nenadović. Prințul Alexandru a fost forțat să abdice în 1858, iar Petru a trăit cu familia sa în exil. A luptat alături de Legiunea Străină Franceză în războiul franco-prusac. S-a alăturat ca voluntar sub pseudonimul Peter Mrkonjić la revolta din Herțegovina (1875–1877) împotriva Imperiului Otoman. În 1883, prințul Petru s-a căsătorit cu prințesa Ljubica, fiica regelui Nicolae I al Muntenegrului. Ljubica a devenit cunoscută drept Prințesa Zorka după căsătoria ei. Petru și Zorka au avut cinci copii: Elena, Milena, George, Alexandru și Andrei. După ce tatăl său a murit în 1885, Petru a devenit cap al dinastiei Karađorđević.
După ce regele Alexandru I Obrenović (împreună cu Draga Obrenovic) a fost ucis în timpul loviturii de stat din mai din 1903, Petru Karađorđević a devenit noul rege al Serbiei. Ca rege, el a susținut o configurație constituțională pentru țară și a fost cunoscut pentru politica sa liberală. Stăpânirea lui Petru a fost marcată de o răspândită manifestare a libertăților politice, libertatea presei, evoluția națională, economică și culturală și uneori este numită „epoca de aur” sau „epoca pericleană”. Petru a fost comandantul suprem al Armatei Regale Sârbe în războaiele balcanice. La 24 iunie 1914, bătrânul rege și-a proclamat fiul și moștenitorul tronul Alexandru drept regent. În Primul Război Mondial, regele și armata sa s-au retras prin Principatul Albaniei. Petru a murit în 1921, la vârsta de 77 de ani.